# The Clash
The Clash là một ban nhạc rock người Anh thành lập tại Luân Đôn vào năm 1976, đóng vai trò chủ chốt trong làn sóng nhạc punk rock đầu tiên tại Anh. Họ cũng có những đóng góp cho các trào lưu new wave và post-punk sau khi punk nổi lên, đồng thời họ đã kết hợp màu sắc của nhiều thể loại với nhau như reggae, dub, funk, ska và rockabilly. Ở phần lớn sự nghiệp âm nhạc, đội hình của The Clash gồm có giọng ca chính kiêm cây guitar rhythm Joe Strummer, guitar chính kiêm hát đệm Mick Jones, cây bass Paul Simonon và tay trống Nicky "Topper" Headon. Headon rời nhóm vào năm 1982 và những lục đục trong nội bộ trở thành tác nhân cho sự ra đi tiếp theo của Jones ở năm kế tiếp. Ban tiếp tục kết nạp những thành viên mới để duy trì hoạt động, nhưng sau cùng vẫn tan rã vào đầu năm 1986.
The Clash gặt hái thành công về mặt thương mại tại Anh Quốc với sản phẩm album đầu tay có tựa trùng tên nhóm, The Clash vào năm 1977. Album thứ 3 London Calling được phát hành tại Anh vào tháng 12 năm 1979 đã đem lại cho ban danh tiếng tại Hoa Kỳ khi nó ra mắt ở thị trường này vào năm kế tiếp. 10 năm sau, nhạc phẩm được tạp chí Rolling Stone tán dương là album xuất sắc nhất của thập niên 1980. Năm 1982, ban gặt hái nhiều cột mốc thành công mới với Combat Rock – album đã cho ra đời bài hit lọt vào top 10 ở Mỹ là "Rock the Casbah", qua đó giúp album giành được 2 chứng chỉ Bạch kim tại đây. Album cuối cùng của The Clash mang tên Cut the Crap lên kệ vào năm 1985.
Tháng 1 năm 2003, ngay trước khi Joe Strummer từ trần, ban nhạc—tính cả tay trống đầu tiên Terry Chimes—đã được tiến cử vào Đại sảnh Danh vọng Rock and Roll. Năm 2004, Rolling Stone liệt The Clash ở hạng 28 trong danh sách "100 nghệ sĩ xuất sắc nhất mọi thời đại" của ấn phẩm này.

## Thành viên
Đội hình kinh điển (1977–1982)
- Joe Strummer – hát chính và đệm, guitar rhythm (1976–1986; died 2002)
- Mick Jones – guitar chính, hát đệm và chính (1976–1983)
- Paul Simonon – guitar bass, hát đệm và chính (1976–1986)
- Nicky "Topper" Headon – trống, bộ gõ (1977–1982)

Thành viên khác
- Terry Chimes – trống (1976; 1977; 1982–83)
- Rob Harper – trống (1976–77)
- Pete Howard – trống (1983–86)
- Keith Levene – guitar (1976)
- Nick Sheppard – guitar chính (1983–86)
- Vince White – guitar chính (1983–86)

## Danh sách đĩa nhạc
- The Clash (1977)
- Give 'Em Enough Rope (1978)
- London Calling (1979)
- Sandinista! (1980)
- Combat Rock (1982)
- Cut the Crap (1985)

### Tư liệu
- Buckley, Peter biên tập (2003). The Rough Guide to Rock . London: Rough Guides. ISBN 1-84353-105-4. OCLC 223842562.
- Campo, Alberto (1998). Clash. Florence, Italy: Giunti Editore. ISBN 88-09-21509-5. OCLC 8809215095.
- Coon, Caroline (1977). 1988: The New Wave Punk Rock Explosion. New York: Hawthorn. ISBN 0-8015-6129-9. OCLC 79262599. Bản gốc lưu trữ 20 tháng 10 năm 2011.
- D'Ambrosio, Antonino (2004). Let Fury Have the Hour: The Punk Rock Politics of Joe Strummer (ấn bản thứ 1). New York: Nation Books. ISBN 1-56025-625-7. OCLC 56988650.
- Eddy, Chuck (1997). The Accidental Evolution of Rock'n'Roll: A Misguided Tour through Popular Music. New York: Da Capo Press. ISBN 0-306-80741-6. OCLC 35919230.
- Egan, Sean (2014). The Clash: The Only Band That Mattered. Maryland: Rowman & Littlefield. ISBN 978-0-8108-8875-3.
- Ferraz, Rob (tháng 8 năm 2001). “Joe Strummer & The Clash – Revolution Rock”. exclaim.ca.
- Gilbert, Pat (2005) [2004]. Passion Is a Fashion: The Real Story of The Clash (ấn bản thứ 4). London: Aurum Press. ISBN 1-84513-113-4. OCLC 61177239.
- Gimarc, George (2005). Punk Diary: The Ultimate Trainspotter's Guide to Underground Rock, 1970–1982. San Francisco: Backbeat. ISBN 0-87930-848-6. OCLC 60513159.
- Gray, Marcus (2005) [1995]. The Clash: Return of the Last Gang in Town (ấn bản thứ 5). London: Helter Skelter. ISBN 1-905139-10-1. OCLC 60668626.
- Johnstone, Nick (2006). The Clash "Talking": The Clash in Their Own Words. London: Omnibus Press. ISBN 1-84609-400-3. OCLC 466967080.
- Letts, Don (director) (2001) [2000]. The Clash: Westway to the World. Sony Music Entertainment. ISBN 0-7389-0082-6. OCLC 49798077.
- Reynolds, Simon; Press, Joy (1996). The Sex Revolts: Gender, Rebellion, and Rock 'n' Roll. Cambridge, Mass.: Harvard University Press. ISBN 0-674-80273-X. OCLC 30971390.
- Robb, John (2006). Punk Rock: An Oral History (ấn bản thứ 4). London: Ebury Press. ISBN 0-09-190511-7. OCLC 0091924677.
- Salewicz, Chris (2006). Redemption Song: The Ballad of Joe Strummer. New York: Faber and Faber. ISBN 0-571-21178-X. OCLC 238839364.
- Savage, Jon (1992). England's Dreaming: Anarchy, Sex Pistols, Punk Rock and Beyond . New York: St. Martin's Press. ISBN 0-312-08774-8. OCLC 318418456.
- Strongman, Phil (2008). Pretty Vacant: A History of UK Punk. Chicago: Chicago Review Press. ISBN 978-1-55652-752-4. OCLC 173299117.
- Topping, Keith (2004) [2003]. The Complete Clash . Richmond: Reynolds & Hearn. ISBN 1-903111-70-6. OCLC 63129186.